# Canillas (metropolitana di Madrid)
Canillas è una stazione della linea 4 della metropolitana di Madrid.
Si trova sotto all'Avenida del Machupichu, tra la Carretera de Canillas e la Calle de Silvano.  Nei pressi della stazione di Canillas si trova il centro commerciale e la pista di pattinaggio sul ghiaccio Dreams.

## Storia
La stazione fu aperta al pubblico nell'aprile del 1998, in corrispondenza dell'ampliazione della linea 4 fino alla stazione di Mar de Cristal.

## Accessi
Vestibolo Canillas
- Avenida Machupichu, impares: Avenida del Machupichu, dispari
- Ramón Power: Calle de Ramón Power (angolo con Avenida del Machupichu)
- Montalbos: Carretera de Canillas (angolo con Avenida del Machupichu)
- Mota del Cuervo: Calle de Mota del Cuervo (angolo con Avenida del Machupichu)
- Ascensore: Avenida del Machupichu, dispari